# Alpes Victorianos
Los Alpes Victorianos son una extensa cadena montañosa que forma la parte sur de los Alpes Australianos ubicada en el estado australiano de Victoria, y que a su vez forma parte de la Gran Cordillera Divisoria, una subregión Biogeográfica Provisional para Australia (IBRA) de aproximadamente 519 866 hectáreas (1 284 620 acres), y una subregión administrativa que limita con las regiones de Gippsland y Hume.

## Ubicación y características

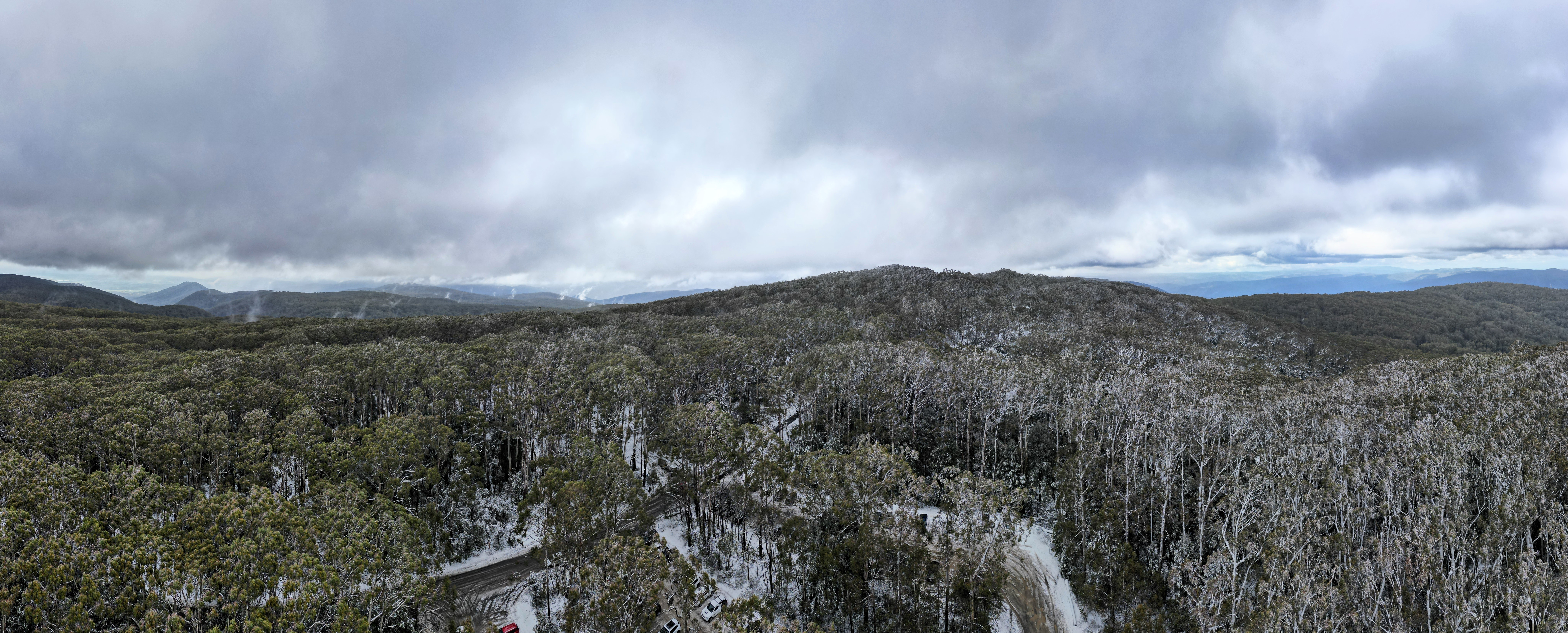
Panorámica aérea del monte Donna Buang. Ráfaga de nieve a principios de la primavera. Tomada el 9 de septiembre de 2023.

Está formada por las Altas Llanuras Bogong, las Montañas Bowen, Montañas Catedral, Montañas Cobberas y numerosas otras cadenas más pequeñas, los Alpses Victorianos incluyen el condado Alpino, partes del condado de Gippsland Este y algunas partes de las áreas del gobierno local de Mansfield Shire. Los Alpes a veces se llaman Altas Llanuras o Tierra Alta. El pico más alto en la cadena es el Monte Bogong a una altitud de 1986 metros (6516 pies) AHD, que también es el pico más alto en Victoria.